# Afa Anoaʻi Sr.
Afa Amituana’i Anoaʻi, Arthur Anoaʻi (ur. 21 listopada 1942 na Samoa Zachodnim, zm. 16 sierpnia 2024) – samoańsko-amerykański wrestler, menedżer wrestlingowy oraz trener wrestlingu. Członek galerii sław WWE Hall of Fame (2007) oraz trzykrotny posiadacz mistrzostwa drużynowego WWF World Tag Team Championship.

## Życiorys

### Wczesne życie
Urodził się na Samoa Zachodnim (ówcześnie Terytorium Powiernicze Samoa Zachodniego). Jako młodzieniec wyemigrował z rodzicami do San Francisco w Kalifornii, a następnie w wieku 17 lat rozpoczął służbę wojskową w Korpusie Kadetów Marynarki Wojennej Stanów Zjednoczonych (ang. United States Naval Sea Cadet Corps).
Po odbyciu służby wojskowej rozpoczął treningi w wrestlingu pod okiem Rocky’ego Johnsona, Petera Maivii i Kurta Von Steigera.

### Początki kariery wrestlera i występy dla World Wrestling Federation
W 1971 zadebiutował jako wrestler podczas jednej z gal w Phoenix w Arizonie, a następnie trenował swojego młodszego brata Sikę, z którym potem założył tag team o nazwie The Wild Samoans.
Przez lata 70. występował wraz z Siką jako drużyna The Wild Samoans w kanadyjskiej promocji Stampede Wrestling (tam też pobierał treningi od Stu Harta) oraz w małych federacjach podległych ogólnoamerykańskiej National Wrestling Alliance (NWA). W 1978 Afa i Sika wystąpili w japońskiej International Wrestling Enterprise zdobywając tam drużynowy tytuł IWA World Tag Team Championship.
W 1979 Afa i Sika podpisali kontrakty z World Wrestling Federation (WWF) występując nadal w gimmickach The Wild Samoans, a w WWF zadebiutowali w styczniu 1980 – dodatkowo ich menedżerem został Lou Albano. Wtedy też określano ich jako Dzikusy Albano (Albano’s Wildmen) ze względu na typowo „niecywilizowane zachowanie” związane z jedzeniem surowych ryb podczas wywiadów lub podczas wchodzenia do ringu. Afa stawał również solo do pojedynku o tytuł WWF Heavyweight Championship wyzywając ówczesnego mistrza Boba Backlunda jednak nigdy nie zdobył tego mistrzostwa. W 1980 The Wild Samoans dwukrotnie zdobywali tytuł drużynowy WWF World Tag Team Championship i jeszcze w tym samym roku opuścili WWF.
Po odejściu w WWF obaj zaliczali występy nadal jako The Wild Samoans w Mid-South Wrestling i Jim Crockett Promotions. W 1983 powrócili do WWF po raz trzeci sięgając po mistrzostwo WWF World Tag Team Championship po pokonaniu Chiefa Jay Strongbowa i Julesa Strongbowa. W tym samym roku dołączył do nich syn Afy – Samu, a cała trójka występowała do 1984 kiedy zostali zwolnieni z WWF.
W 1992 Afa powrócił do WWF występując jako menedżer (okazjonalnie również jako wrestler) The Headshrinkers. Pod koniec maja 1994 stoczył swoją ostatnią walkę w wrestlingu (do sporadycznych występów w 1995 i 1997, a następnie w 2013 i 2014) u boku The Headshrinkers przeciwko The Quebecers i Johnny Polo. W 1994 menedżerował jeszcze Sionne, a w połowie 1995 odszedł z WWF.

### Dalsza kariera
Po odejściu z WWF w 1995 skupił się na trenowaniu wrestlerów zakładając szkółkę wrestlingu o nazwie The Wild Samoan Training Center oraz własną niezależną promocję wrestlingu o nazwie World Xtreme Wrestling, które zaczął prowadzić w spółce z bratem Siką w miejscowości Minneola na Florydzie. Od 1997 występował jako wrestler tylko okazjonalnie, ostatecznie kończąc karierę w ringu w wieku 71 lat w 2014.
W dniu 31 marca 2007 został wprowadzony do galerii sław WWE Hall of Fame (jako część tag teamu The Wild Samoans) przez swojego syna Samu.
W 2008 wystąpił cameo w filmie Zapaśnik u boku Mickey Rourke’a gdzie odegrał postać jednego z trenerów wrestlingu. Wcześniej okazjonalnie pojawiał się w rolach epizodycznych w serialu Policjanci z Miami (odcinek By Hooker by Crook) czy w komediach Trzaskające się ciała z 1987 i Pan niania z 1993.
W 1999 wraz z żoną Lynn założył fundację o nazwie Usos Foundation, której celem jest praca z trudną młodzieżą poprzez wyciąganie młodych z różnego rodzaju nałogów, działalności przestępczej oraz szeroko pojętej biedy. Fundacja Usos Foundation świadczy stypendia w szkole wrestlingu Wild Samoans Training Center.
W telewizji po raz ostatni pojawił się wraz z bratem Siką podczas gali Hell in a Cell (2020) w październiku 2020 świętując zwycięstwo swojego bratanka Romana Reignsa nad Jeyem Uso.

### Tytuły i osiągnięcia
- Big Time Wrestling
  - NWA World Tag Team Championship (wersja Detroit) (2 razy) – z Siką
- World Wrestling Council
  - WWC North American Tag Team Championship (1 raz) – z Siką
- Continental Wrestling Association
  - AWA Southern Tag Team Championship (1 raz) – z Siką
- Georgia Championship Wrestling
  - NWA National Tag Team Championship (1 raz) – z Siką
- Gulf Coast Championship Wrestling
  - NWA Gulf Coast Tag Team Championship (2 razy) – z Siką
- International Wrestling Enterprise
  - IWA World Tag Team Championship (1 raz) – z Siką
- Mid-South Wrestling Association
  - Mid-South Tag Team Championship (3 razy) – z Siką
- NWA All-Star Wrestling
  - NWA Canadian Tag Team Championship (wersja Vancouver) (1 raz) – z Siką
- NWA Mid-America
  - NWA United States Tag Team Championship (wersja Mid-America) (1 raz) – z Siką
- Professional Wrestling Hall of Fame
  - 2012 – wprowadzony jako część tag teamu The Wild Samoans
- Pro Wrestling Illustrated
  - Sklasyfikowany na 346. miejscu wśród 500 najlepszych wrestlerów w zestawieniu "PWI Years" w 2003.
- Southeastern Championship Wrestling
  - NWA Southern Tag Team Championship (dywizja Southern) (2 razy) – z Siką
- Stampede Wrestling
  - Stampede Wrestling International Tag Team Championship (2 razy) – z Siką
- World Wrestling Entertainment / World Wrestling Federation
  - WWF Tag Team Championship (3 razy) – z Siką
  - WWE Hall of Fame (wprowadzony w 2007)

## Życie prywatne
Afa i jego żona Lynn doczekali się siedmiorga dzieci. Trzech synów i czterech córek. Synowie Afy – Samula Fred Anoaʻi (Samu), Lloyd Anoaʻi (L.A. Smooth) i Afa Anoaʻi Jr. (Manu) zostali wrestlerami. Najstarszą jego córką jest Komiti Trotter Anoaʻi, drugą w kolejności – Bernadette Anoaʻi-Shroyer, następną Monica Anoaʻi (żona zmarłego wrestlera Gary’ego Albrighta) a najmłodszą – Vale Anoaʻi, która jest aktorką.